# 弗朗西斯科·莫斯克拉
弗朗西斯科·莫斯克拉（西班牙語：Francisco Mosquera；1992年4月1日—），哥伦比亚男子举重运动员，2015年世界举重锦标赛男子62公斤级银牌得主、2017年世界举重锦标赛男子62公斤级金牌得主、2019年世界举重锦标赛男子61公斤级铜牌得主、2021年世界举重锦标赛男子67公斤级银牌得主、2022年世界举重锦标赛男子67公斤级金牌得主。